# 5e Screen Actors Guild Awards
De 5e Screen Actors Guild Awards, waarbij prijzen werden uitgereikt voor uitstekende acteerprestaties in film en televisie voor het jaar 1998, gekozen door de leden van de Screen Actors Guild, vonden plaats op 7 maart 1999 in het Shrine Auditorium in Los Angeles. De prijs voor de volledige carrière werd uitgereikt aan Kirk Douglas.

## Film

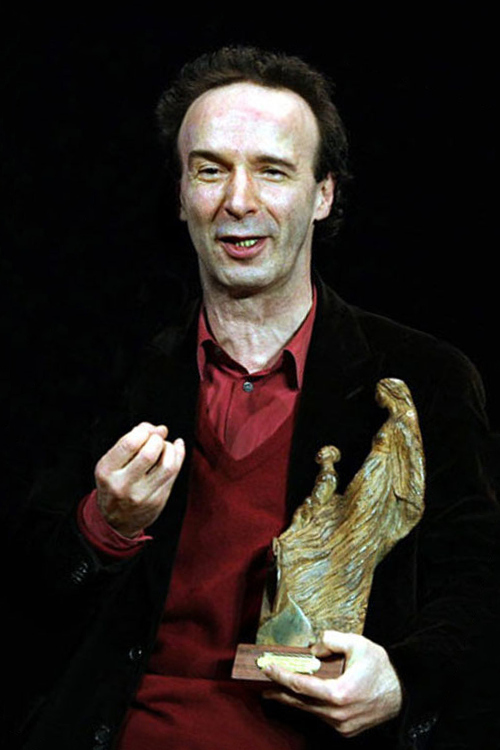
Roberto Benigni (Life Is Beautiful), winnaar mannelijke acteur in een hoofdrol

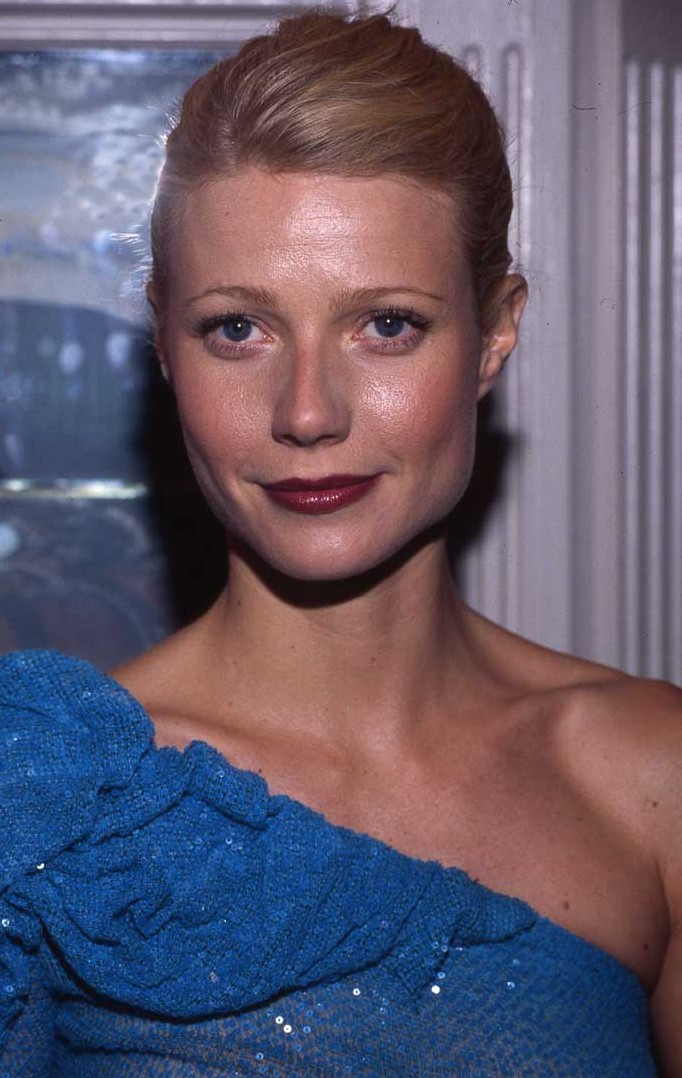
Gwyneth Paltrow (Shakespeare in Love), winnaar vrouwelijke acteur in een hoofdrol

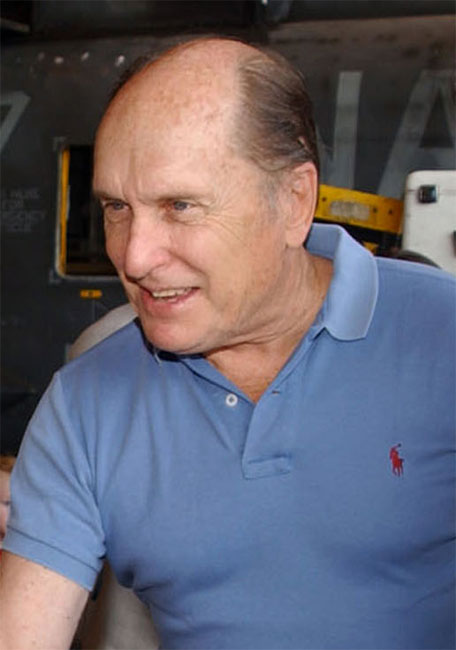
Robert Duvall (A Civil Action), winnaar mannelijke acteur in een bijrol

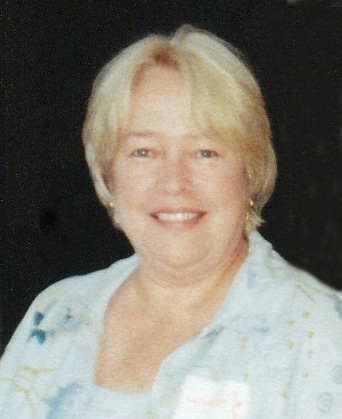
Kathy Bates (Primary Colors), winnaar vrouwelijke acteur in een bijrol

De winnaars staan bovenaan in vet lettertype.

#### Cast in een film
Outstanding Performance by a Cast in a Motion Picture
- Shakespeare in Love
  - Life Is Beautiful
  - Little Voice
  - Saving Private Ryan
  - Waking Ned Devine

#### Mannelijke acteur in een hoofdrol
Outstanding Performance by a Male Actor in a Leading Role
- Roberto Benigni - Life Is Beautiful
  - Joseph Fiennes - Shakespeare in Love
  - Tom Hanks - Saving Private Ryan
  - Ian McKellen - Gods and Monsters
  - Nick Nolte - Affliction

#### Vrouwelijke acteur in een hoofdrol
Outstanding Performance by a Female Actor in a Leading Role
- Gwyneth Paltrow - Shakespeare in Love
  - Cate Blanchett - Elizabeth
  - Jane Horrocks - Little Voice
  - Meryl Streep - One True Thing
  - Emily Watson - Hilary and Jackie

#### Mannelijke acteur in een bijrol
Outstanding Performance by a Male Actor in a Supporting Role
- Robert Duvall - A Civil Action
  - James Coburn - Affliction
  - David Kelly - Waking Ned Devine
  - Geoffrey Rush - Shakespeare in Love
  - Billy Bob Thornton - A Simple Plan

#### Vrouwelijke acteur in een bijrol
Outstanding Performance by a Female Actor in a Supporting Role
- Kathy Bates - Primary Colors
  - Brenda Blethyn - Little Voice
  - Judi Dench - Shakespeare in Love
  - Rachel Griffiths - Hilary and Jackie
  - Lynn Redgrave - Gods and Monsters

## Televisie

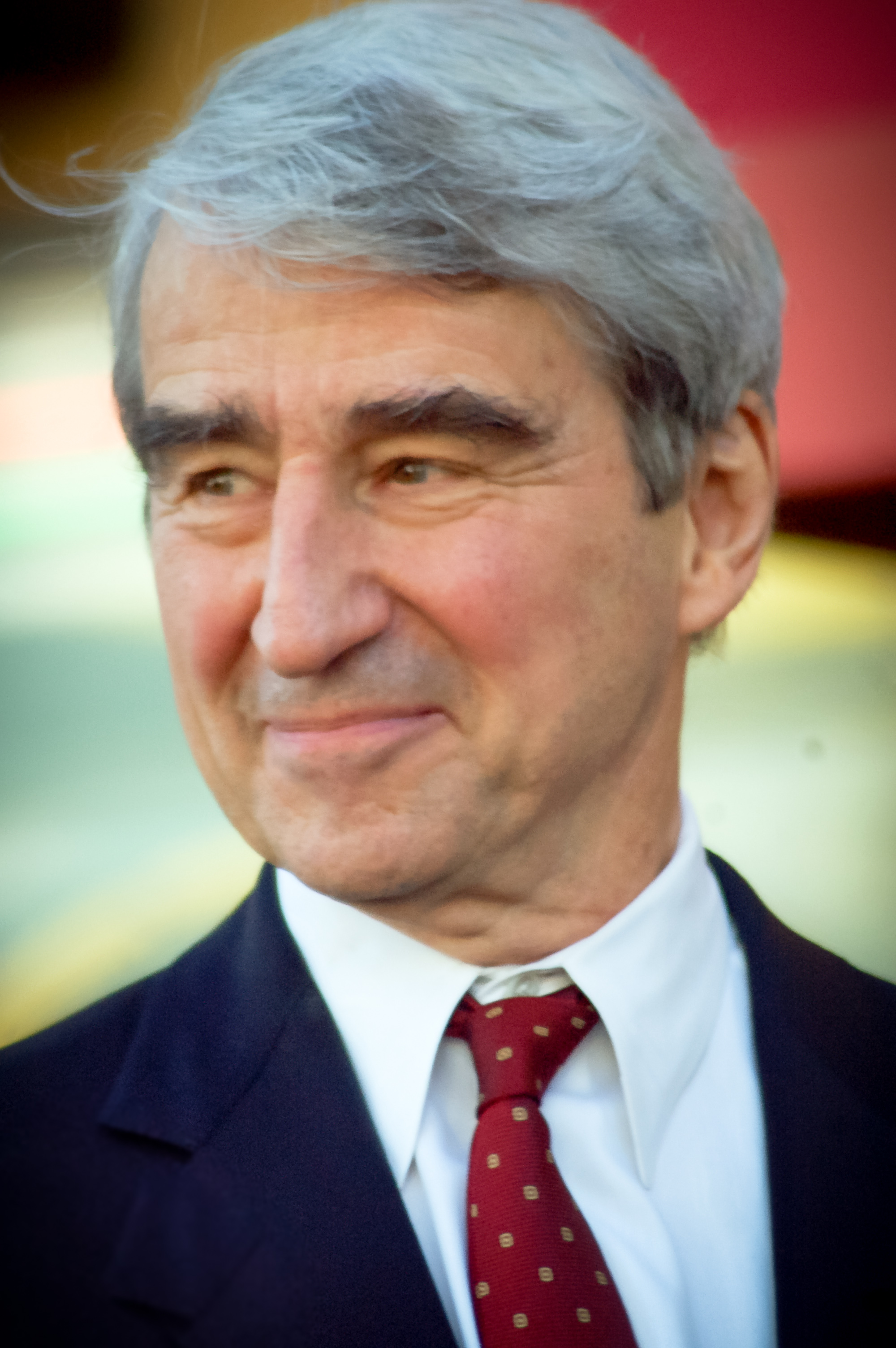
Sam Waterston (Law & Order), winnaar mannelijke acteur in een dramaserie

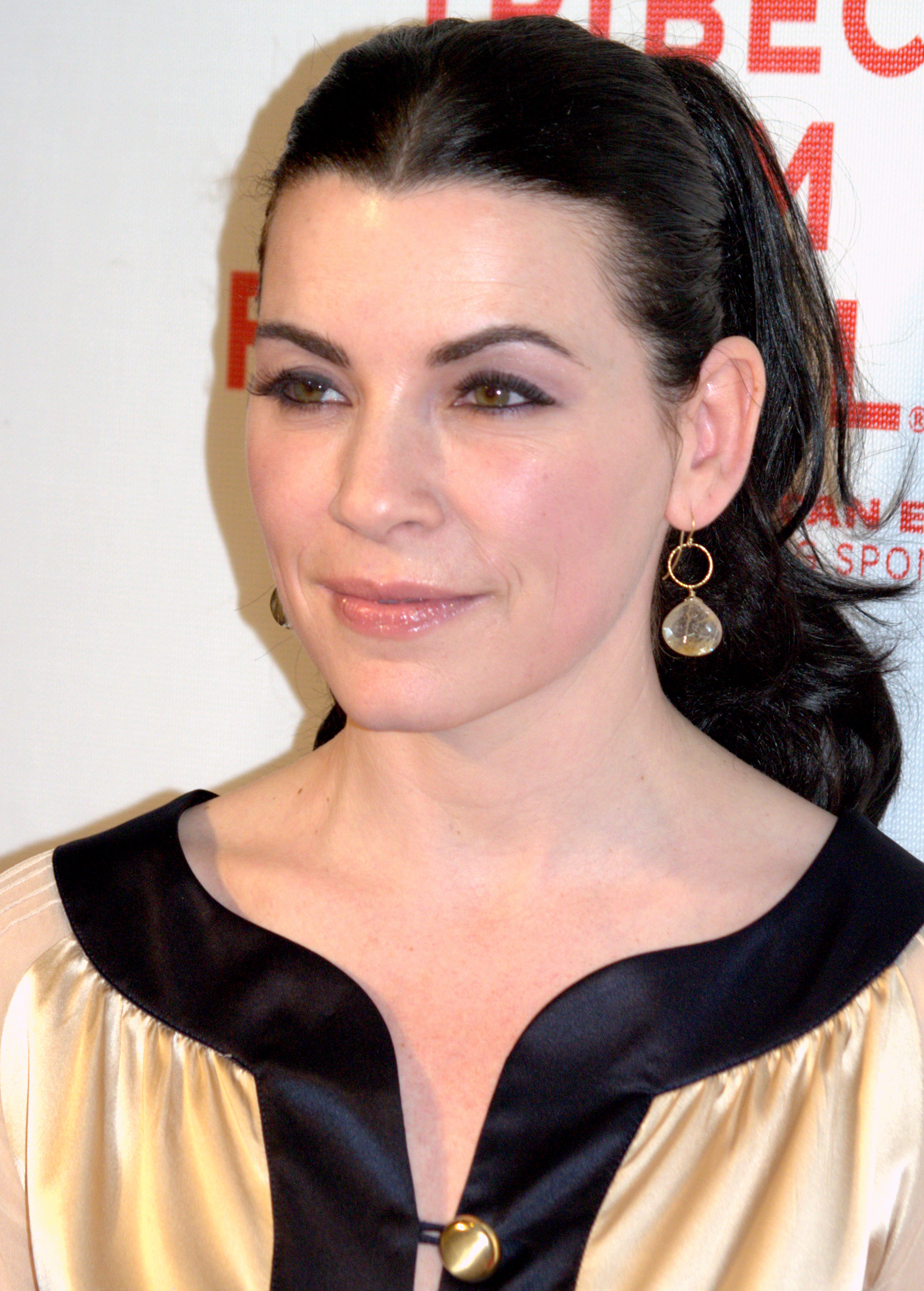
Julianna Margulies (ER), winnaar vrouwelijke acteur in een dramaserie

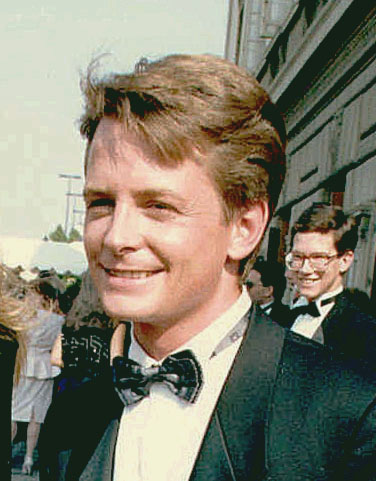
Michael J. Fox (Spin City), winnaar mannelijke acteur in een komedieserie

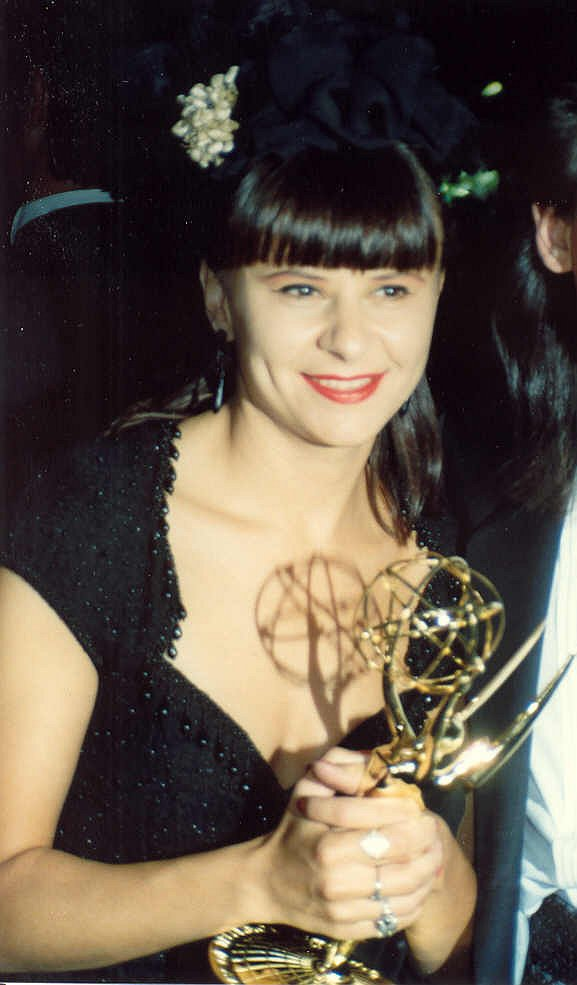
Tracey Ullman (Tracey Takes On...), winnaar vrouwelijke acteur in een komedieserie

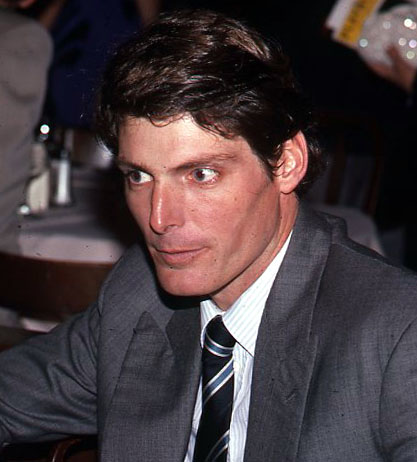
Christopher Reeve (Rear Window), winnaar mannelijke acteur in een miniserie of televisiefilm

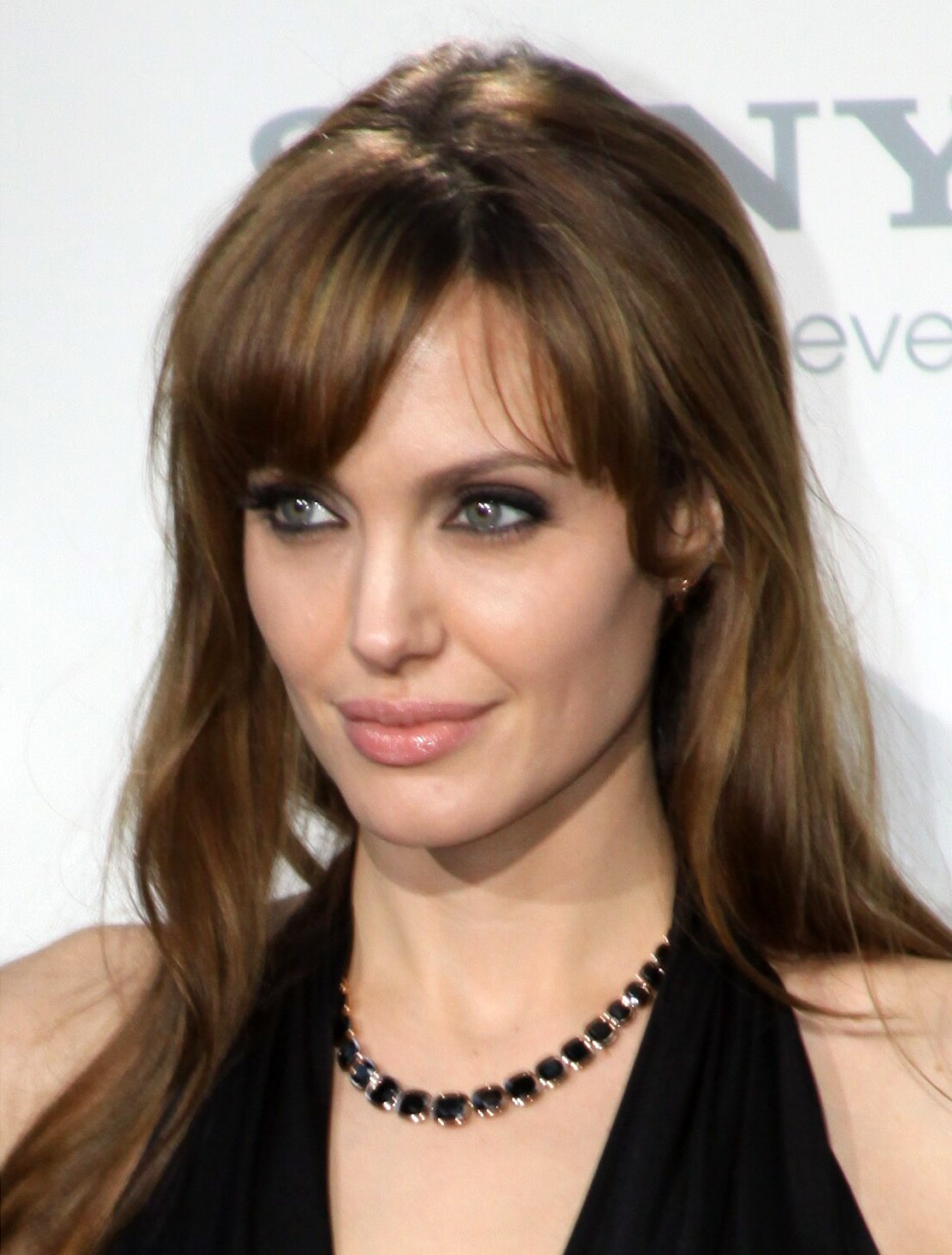
Angelina Jolie (Gia), winnaar vrouwelijke acteur in een miniserie of televisiefilm

De winnaars staan bovenaan in vet lettertype.

#### Ensemble in een dramaserie
Outstanding Performance by an Ensemble in a Drama Series
- ER
  - Law & Order
  - NYPD Blue
  - The Practice
  - The X-Files

#### Mannelijke acteur in een dramaserie
Outstanding Performance by a Male Actor in a Drama Series
- Sam Waterston - Law & Order
  - David Duchovny - The X-Files
  - Anthony Edwards - ER
  - Dennis Franz - NYPD Blue
  - Jimmy Smits - NYPD Blue

#### Vrouwelijke acteur in een dramaserie
Outstanding Performance by a Female Actor in a Drama Series
- Julianna Margulies - ER
  - Gillian Anderson - The X-Files
  - Kim Delaney - NYPD Blue
  - Christine Lahti - Chicago Hope
  - Annie Potts - Any Day Now

#### Ensemble in een komedieserie
Outstanding Performance by an Ensemble in a Comedy Series
- Ally McBeal
  - 3rd Rock from the Sun
  - Everybody Loves Raymond
  - Frasier
  - Friends

#### Mannelijke acteur in een komedieserie
Outstanding Performance by a Male Actor in a Comedy Series
- Michael J. Fox - Spin City
  - Jason Alexander - Seinfeld
  - Kelsey Grammer - Frasier
  - Peter MacNicol - Ally McBeal
  - David Hyde Pierce - Frasier

#### Vrouwelijke acteur in een komedieserie
Outstanding Performance by a Female Actor in a Comedy Series
- Tracey Ullman - Tracey Takes On...
  - Calista Flockhart - Ally McBeal
  - Lisa Kudrow - Friends
  - Julia Louis-Dreyfus - Seinfeld
  - Amy Pietz - Caroline in the City

#### Mannelijke acteur in een miniserie of televisiefilm
Outstanding Performance by a Male Actor in a Television Movie or Miniseries
- Christopher Reeve - Rear Window
  - Charles S. Dutton - Blind Faith
  - James Garner - Legalese
  - Ben Kingsley - The Tale of Sweeney Todd
  - Ray Liotta - The Rat Pack
  - Stanley Tucci - Winchell

#### Vrouwelijke acteur in een miniserie of televisiefilm
Outstanding Performance by a Female Actor in a Television Movie or Miniseries
- Angelina Jolie - Gia
  - Ann-Margret - Life of the Party: The Pamela Harriman Story
  - Stockard Channing - The Baby Dance
  - Olympia Dukakis - Armistead Maupin's More Tales of the City
  - Mary Steenburgen - About Sarah